# Theope lycaenina
Theope lycaenina is een vlindersoort uit de familie van de prachtvlinders (Riodinidae), onderfamilie Riodininae.
Theope lycaenina werd in 1868 beschreven door H. Bates.